# Guanhães (kommun)
Guanhães är en kommun i Brasilien.   Den ligger i delstaten Minas Gerais, i den sydöstra delen av landet, 600 km sydost om huvudstaden Brasília. Antalet invånare är 31 266.
Följande samhällen finns i Guanhães:
- Guanhães

Omgivningarna runt Guanhães är huvudsakligen savann. Runt Guanhães är det glesbefolkat, med 12 invånare per kvadratkilometer.